# 미겔 보세
루이스 미겔 곤살레스 보세(Luis Miguel González Bosé, 1956년 4월 3일 ~ ), 간단히 미겔 보세(Miguel Bosé)라는 이름으로 더 잘 알려진 파나마에서 태어난 스페인의 가수이다. 스페인의 투우사 루이스 미겔 도밍긴과 이탈리아의 배우 루차 보세의 아들이다. 